# Pyrus ussuriensis
Pyrus ussuriensis är en rosväxtart som beskrevs av Carl Maximowicz. Pyrus ussuriensis ingår i släktet päronsläktet, och familjen rosväxter.

## Underarter
Arten delas in i följande underarter:
- P. u. heterophylla
- P. u. hondoensis
- P. u. viris

## Bildgalleri

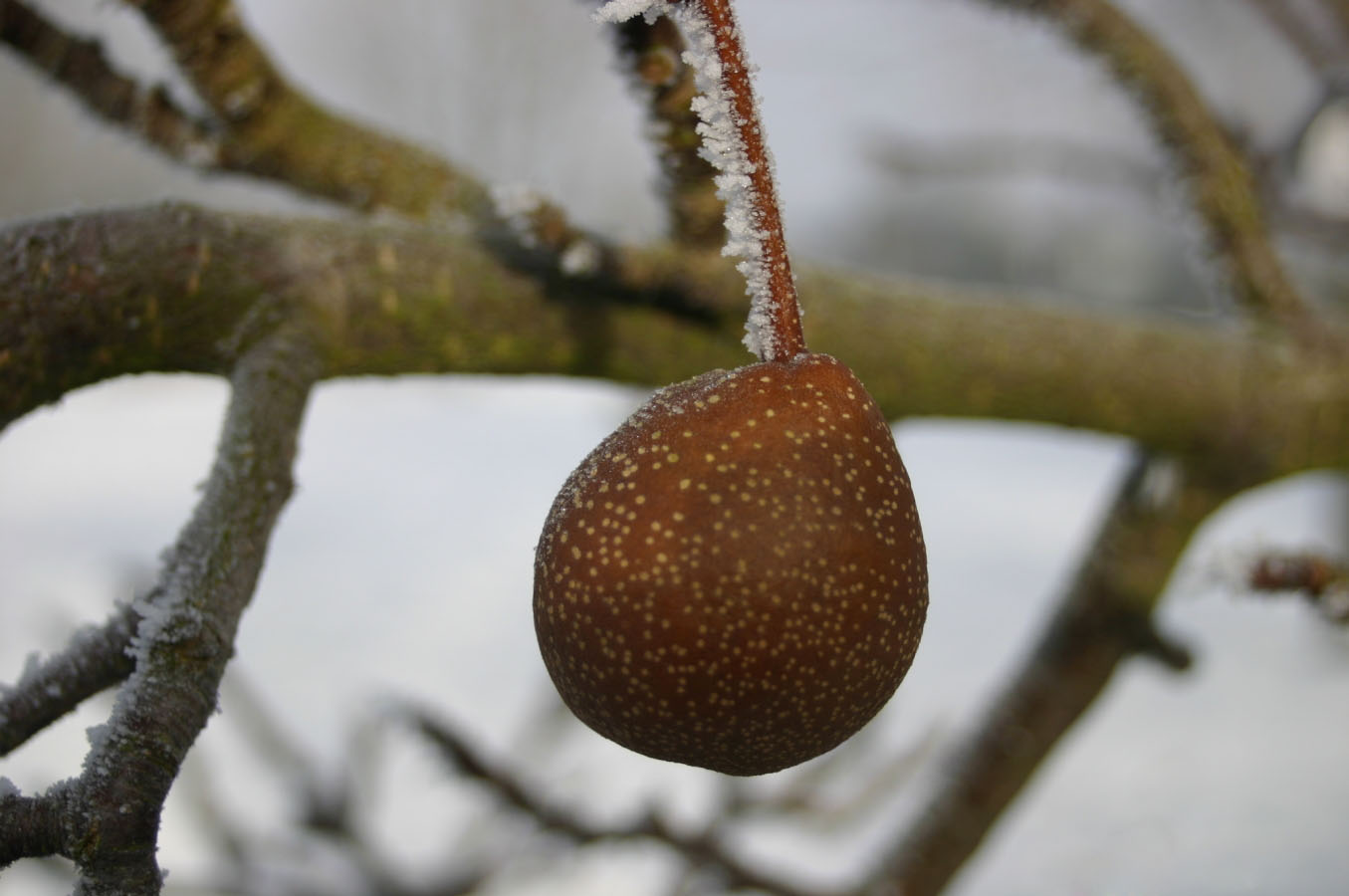
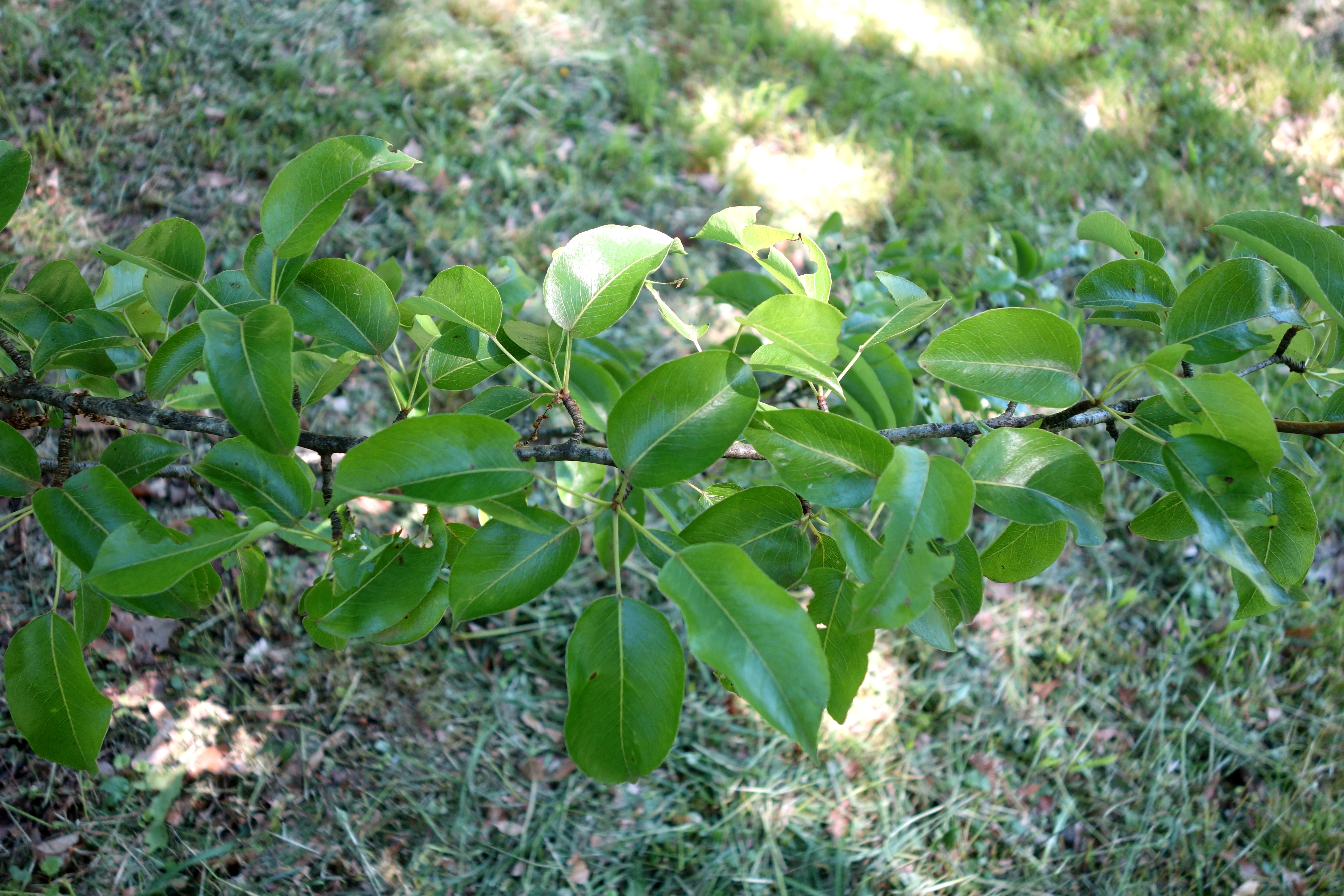
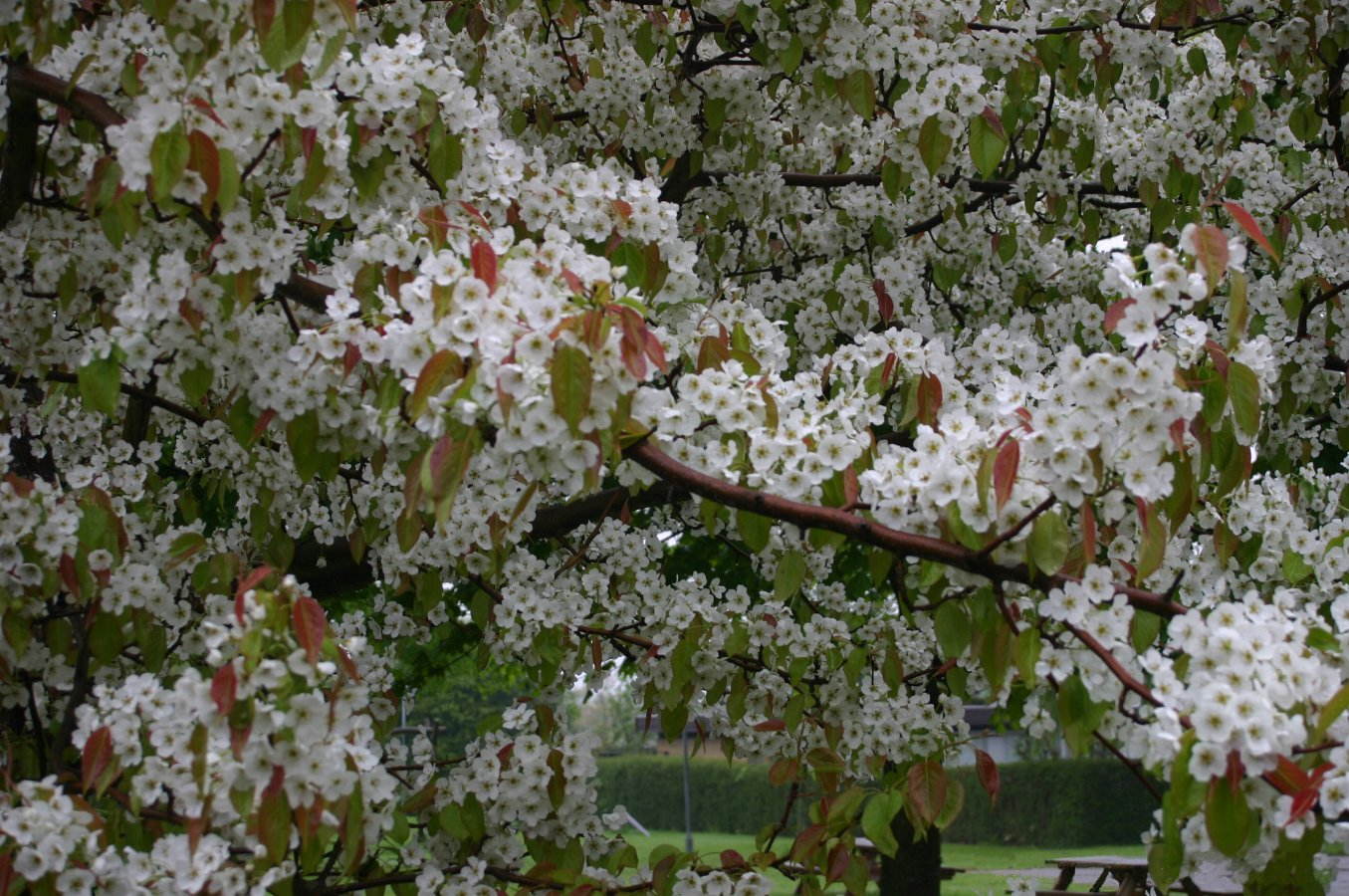
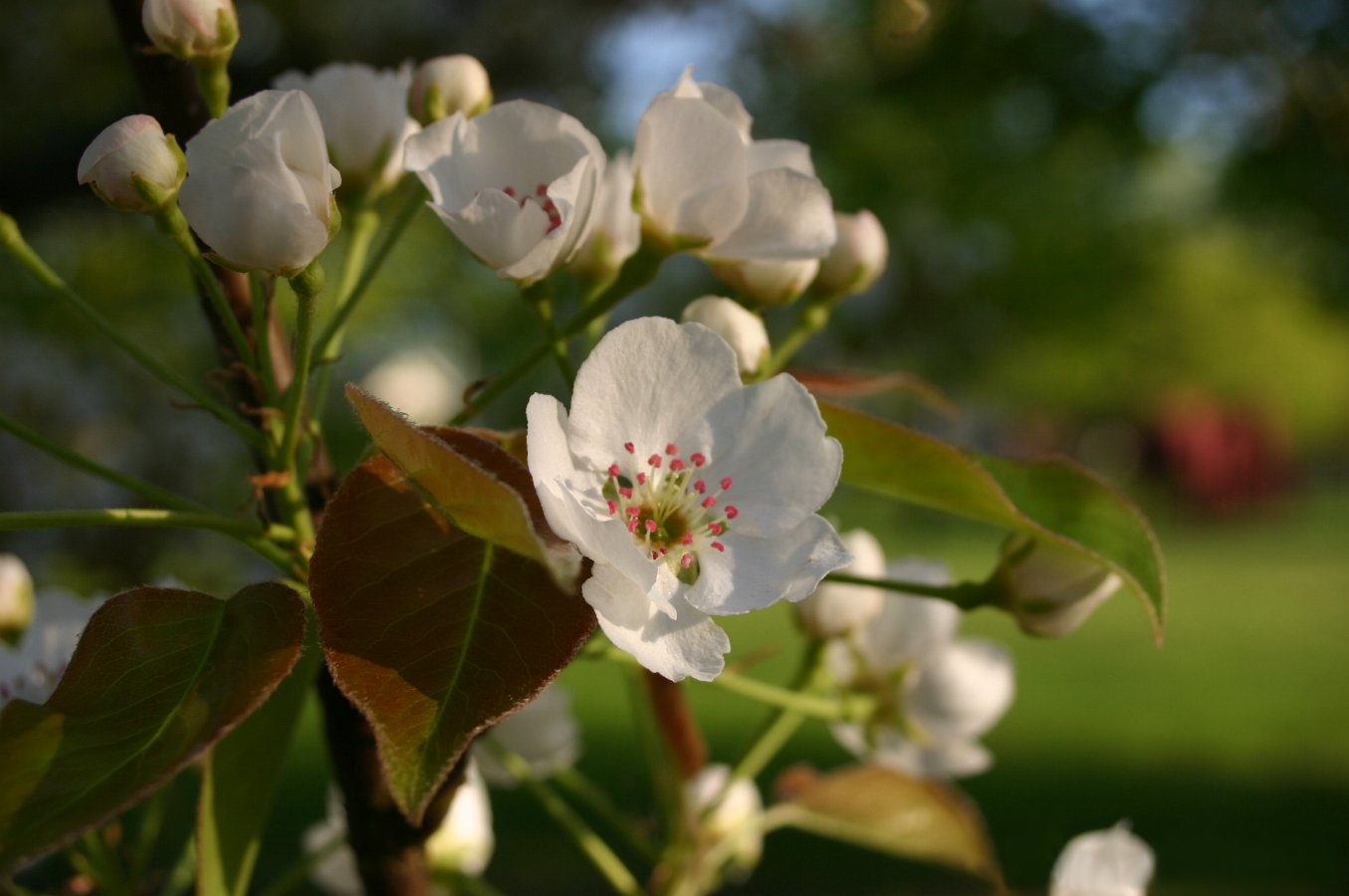
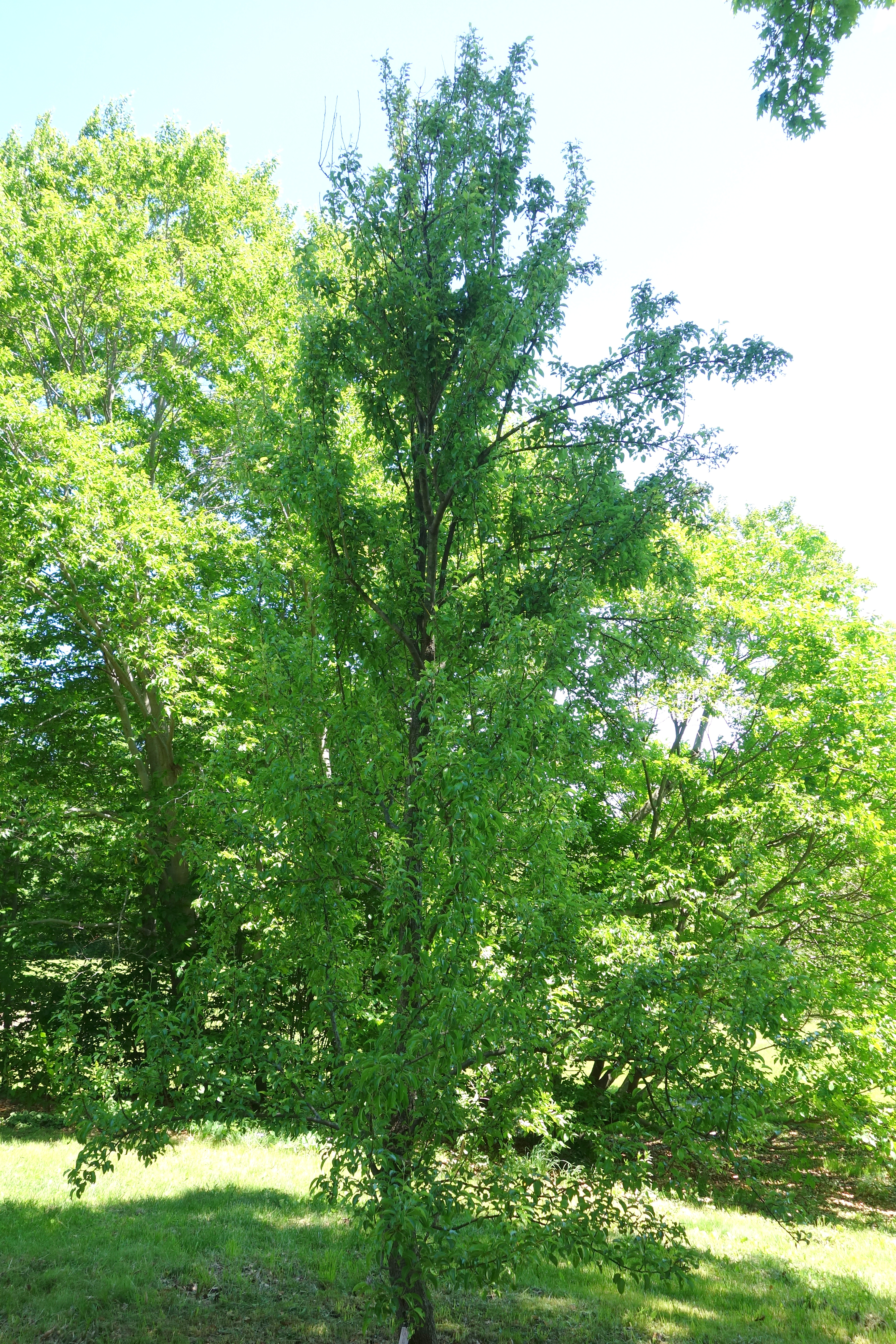
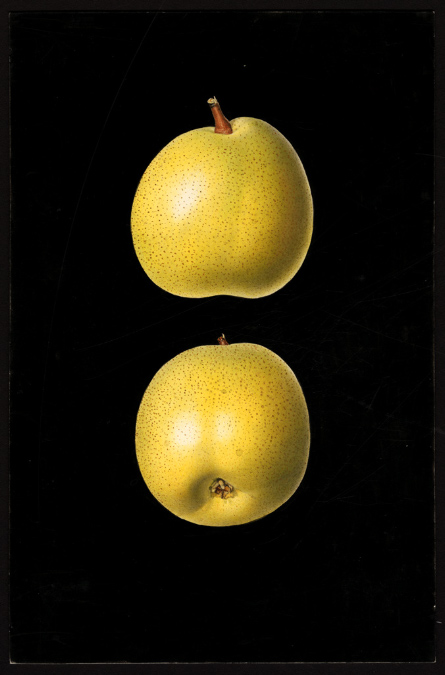